# Forces de garde-frontières

Insigne d'épaule des forces de garde-frontières.

Les forces de garde-frontières (birman : နယ်ခြားစောင့်တပ် ; en abrégé : BGF, pour l'anglais Border Guard Forces) sont des subdivisions de la Tatmadaw (forces armées de la Birmanie) composées d'anciens groupes insurgés en Birmanie sous les ordres des commandements militaires régionaux. Le gouvernement annonce son projet de créer des forces de garde-frontières en avril 2009, dans l'espoir de mettre fin aux hostilités entre le gouvernement et les groupes insurgés à l'approche des élections générales de 2010 (en).

## Histoire
En 2008, la nouvelle constitution rend obligatoire pour les groupes insurgés de se transformer en BGF avant que le gouvernement n'accepte d'engager des pourparlers de paix. Après l'annonce du gouvernement sur les BGF, le gouvernement fixe une date limite pour que tous les groupes insurgés se transforment en BGF, et que tous les accords de cessez-le-feu avant la date limite deviennent "nuls et non avenus". La date limite est initialement fixée à juin 2009, mais elle est repoussée cinq fois jusqu'en septembre 2010,.
En avril 2009, le lieutenant-général Ye Myint (en) dirige un entourage gouvernemental pour rencontrer les groupes insurgés kokang (en), shan et wa, afin de discuter de plans visant à créer une "sécurité collective" formée par des groupes insurgés et sous le commandement de la Tatmadaw, ce qui conduira finalement à la création des forces de garde-frontières. En 2009, quatre des groupes insurgés, l'Armée bouddhiste démocratique Karen (en) (DKBA), l'Armée de défense Kachin (en) (ancienne 4e brigade de la KIA, Kachin Independence Army), la Nouvelle armée démocratique – Kachin (en) (NDA-K) et l'Organisation nationale (en) / Armée Pa-O (PNO/A), acceptent les termes du plan de transition et se transforment en groupes BGF.
Le 20 août 2009, des soldats de la Tatmadaw et des groupes récemment transformés du BGF se rassemblent à l'extérieur de la ville de Laukkai, à Kokang, en prévision d'une tentative de reprise de la ville (en) à l'Armée de l'Alliance nationale démocratique de Birmanie (MNDAA), après avoir refusé de se transformer en BGF,.
Le gouvernement change sa position agressive envers les BGF et les cessez-le-feu le 18 août 2011, lorsque le président birman de l'époque, Thein Sein, s'engage à "faire de la question ethnique une priorité nationale" en proposant un dialogue ouvert entre le gouvernement et tous les groupes insurgés, sans exigence de BGF.

### Forces de garde-frontières karen
En 2010, un puissant commandant du DKBA, Saw Chit Thu (en), accepte les demandes du gouvernement birman de se transformer en force de garde-frontières, sous le commandement de la Tatmadaw et en tant que chef.

### Séparation des BGF karens
En janvier 2021, la Tatmadaw fait pression sur Saw Chit Thu et d'autres officiers de haut rang, dont le major Saw Mout Thon et le major Saw Tin Win, pour qu'ils démissionnent de la BGF. Le major Saw Mout Thon du bataillon 1022 de la BGF démissionne le 8 janvier, ainsi que 13 commandants, 77 officiers et 13 bataillons de 4 régiments qui signent collectivement et présentent leur démission. Au milieu de la controverse et sous la pression, au moins 7 000 membres de la BGF démissionnent pour protester contre l'éviction de leurs principaux dirigeants. Cependant, Saw refuse de prendre sa retraite.
Le 23 janvier 2024, Saw Chit Thu déclare aux médias qu'il a discuté avec le vice-général Soe Win, commandant en chef adjoint, du fait que la force de garde-frontières ne souhaite plus accepter d'argent et de fournitures de l'armée. Elle souhaite rester indépendante et il affirme également qu'elle ne veut pas se battre contre ses compatriotes karens,. Le 6 mars, la BGF karen annonce qu'elle se rebaptisera "Armée nationale karen (en)" plus tard dans le mois.

## Structure
Il n'existe pas de directives gouvernementales officielles concernant les BGF, mais certaines lignes de la constitution birmane y font référence. Les règles de fait établies par la Tatmadaw lors de la création des forces de garde-frontières sont les suivantes :
- les BGF ne peuvent opérer que dans la zone qui leur est attribuée par le gouvernement ;
- tous les membres d'une BGF doivent recevoir le même salaire qu'un soldat régulier de la Tatmadaw ;
- chaque BGF doit avoir exactement 326 personnes, dont 30 doivent être des soldats réguliers de la Tatmadaw ;
- les postes administratifs importants doivent être occupés uniquement par des soldats de la Tatmadaw.